# Бандијера роса
Бандијера роса (итал. Bandiera rossa - црвена застава) је једна од најпознатијих песама италијанског радничког покрета . Песма се често назива и Avanti popolo по уводном стиху песме. Тема песме је црвена застава, симбол социјализма и комунистичког покрета. Текст песме је 1908. написао Карло Туци док је мелодија узета из две ломбардијске народне песме.
Постоји неколико верзија ове песме са мало измењеним стиховима. Последњи стих Evviva il comunismo e la libertà је додат тек након доласка Бенита Мусолинија на власт, док је истовремено први стих оригиналне верзије Compagni avanti alla riscossa замењен стихом Avanti o popolo, alla riscossa У неким верзијама песме, реч comunismo је замењена речју socialismo.
Ову песму су обрадили и у својој верзији их изводе КУД Идијоти и Панкрти.

## Текст песме
| Српски Јуриш народе, на устанак, Црвена застава, црвена застава. Јуриш народе, на устанак Црвена застава ће победити. Црвена застава ће победити Црвена застава ће победити Живео комунизам и слобода. | Италијански -{Avanti o popolo, alla riscossa, Bandiera rossa, Bandiera rossa. Avanti o popolo, alla riscossa, Bandiera rossa trionferà. Bandiera rossa la trionferà Bandiera rossa la trionferà Evviva il comunismo e la libertà.}- |